# Ichneumon vivax
Ichneumon vivax är en stekelart som beskrevs av Cresson 1877. Ichneumon vivax ingår i släktet Ichneumon och familjen brokparasitsteklar. Inga underarter finns listade i Catalogue of Life.